# Joseph Jackson (athlétisme)
Pour les articles homonymes, voir Jackson.
Joseph James William Jackson (né le 11 novembre 1904 à Maisons-Laffitte et mort le 13 juin 1981 à Rueil-Malmaison) est un athlète français, spécialiste des épreuves de sprint, licencié au Paris université club.
Il atteint les quarts de finale du 200 m lors des Jeux olympiques d'été de 1924 à Paris.
Il participe quatre ans plus tard aux Jeux olympiques d'été de 1928 à Amsterdam. Quart de finaliste sur 400 m, il se classe 6e de la finale du relais 4 x 400 mètres en compagnie de Georges Krotoff, Georges Dupont et René Féger.